# FULL CIRCLE
『FULL CIRCLE』（フル・サークル）は、岩崎宏美の23枚目のオリジナル・アルバム。1995年11月22日発売。発売元はビクターエンタテインメント。 規格品番 VICL-704 / リマスター盤 :  VICL-70070 (SHM-CD)

## 解説
- 前作『きょうだい』から3年半ぶりとなるオリジナル・アルバムで、セルフカヴァー・アルバム『MY GRATITUDE-感謝-』に続くデビュー20周年記念作品第二弾。13CATSがプロデュースし[2]、SING LIKE TALKINGの佐藤竹善らが参加した。
- ロサンゼルスでの録音が行われた[3]、LAレコーディングは1984年の『I WON'T BREAK YOUR HEART』以来となる。
- 2010年5月19日にはSHM-CDコレクションの一環として、2010年リマスタリング及びボーナス・トラックを追加して FULL CIRCLE [+3] としてリリースされた。規格品番 : VICL-70070

## 収録曲

### オリジナル盤
1. FULL CIRCLE
  - 作詞・作曲：CAT GRAY／編曲：13CATS
2. BIRTH
  - 作詞：岩崎宏美・有里泉美／作曲：CAT GRAY／編曲：13CATS
3. 時間(とき)の早さに
  - 作詞：藤田千章／作曲：佐藤竹善／編曲：13CATS
4. INTERLUDE-ロマンス
  - 作詞：阿久悠／作曲：筒美京平／編曲：13CATS
5. NEVER BE THE SAME
  - 作詞：JANE CHILD・岩崎宏美・有里泉美／作曲：JANE CHILD／編曲：13CATS オーケストラ編曲：CLARE FISCHER
6. 朝が来るまで
  - 作詞：藤田千章／作曲：佐藤竹善／編曲：13CATS
7. DREAM ON
  - 作詞：藤田千章／作曲：CAT GRAY／編曲：13CATS
8. 潮風がつぶやいて
  - 作詞：岩崎宏美／作曲：塩谷哲／編曲：13CATS／オーケストラ編曲：CLARE FISCHER
9. INTERLUDE-想い出の樹の下で
  - 作詞：阿久悠／作曲：筒美京平／編曲：13CATS
10. EXTRAORDINARY
  - 作詞：JANE CHILD・岩崎宏美／作曲：JANE CHILD／編曲：13CATS
11. BACK TOGETHER AGAIN
  - 作詞・作曲：JAMES MITUME-REGINALD GRANT RUCAS／編曲：13CATS
  - 佐藤竹善とのデュエット。
12. ONE DAY, SOME WAY
  - 作詞：CAT GRAY・藤田千章／作曲：CAT GRAY／編曲：13CATS
13. 窓
  - 作詞：岩崎宏美／作曲：塩谷哲／編曲：13CATS／オーケストラ編曲：CLARE FISCHER
14. FULL CIRCLE
  - 作詞・作曲：CAT GRAY／編曲：13CATS

### SHM-CD盤 ボーナス・トラック | FULL CIRCLE [+3] (2010年5月19日)
1. 舞踏会
  - 作詞：阿久悠／作曲：三木たかし／編曲：寺嶋民哉
2. 朝が来るまで (シングル・バージョン)
  - 作詞：藤田千章／作曲：佐藤竹善／編曲：13CATS
3. 朝が来るまで (オリジナル・カラオケ)